# Victor Mees
Victor Mees (Schoten, 26 de janeiro de 1927 — 11 de novembro de 2012) foi um futebolista belga que competiu na Copa do Mundo FIFA de 1954.